# Очина де Жос (Прахова)
Очина де Жос (рум. Ocina de Jos) насеље је у Румунији у округу Прахова у општини Адунаци. Oпштина се налази на надморској висини од 525 m.

## Становништво
Према подацима из 2002. године у насељу је живело 398 становника, од којих су сви румунске националности.